# Редкоус, Андрей Викторович
Андре́й Ви́кторович Редкоу́с (13 июня 1957, Канск — 3 ноября 2021) — советский футболист. Выступал на позиции нападающего. Мастер спорта СССР (1976).
Начал карьеру в 1974 году в клубе «Автомобилист» Красноярск, где выступал вместе с Олегом Романцевым. В августе того же года перешёл в ленинградский «Зенит», был включён редакцией журнала «Смена» в число 11 лучших новичков сезона (на позиции полузащитника). Впоследствии семь сезонов выступал за московское «Торпедо», в составе которого стал обладателем Кубка СССР, затем один год — за «Знамя Труда» и «Кяпаз» и два — за владимирское «Торпедо».
Участвовал в летней Спартакиаде народов СССР в 1979 году в составе сборной Ленинграда. На том турнире команда, обыграв сборную Литовской ССР в матче за 5—6 места, заняла пятое место.